# Напаљени уличари
Напаљени уличари (енгл. Don't Be a Menace to South Central While Drinking Your Juice in the Hood) амерички је акциони комедијски филм из 1996. године, у режији Париса Барклија, а по сценарију Шона и Марлона Вејанса и Фила Баумана. Главне улоге играју Шон и Марлон Вејанс.
Еш-Треј, млади црнац, послат је да живи у гету са својим оцем, где од пријатеља и рођака учи о стварности живота на улици и како постати мушкарац.

## Радња
Филм је заснован на животу младих Афроамериканаца у гету. Теме расизма, смртности, злочина, репродукције, живота од социјалне помоћи, секса и дроге у америчким „црним” квартовима се играју у облику пародије.
Млади црни момак, Еш-Треј (вероватно скраћеница за Ешли Тревис), или једноставно ЕшТреј, сели се у Саут Сентрал, Лос Анђелес, да живи са својим оцем. ЕшТреј је поносан што он и његов отац изгледају као да су истих година, што је, по његовом мишљењу, „веома кул”. Такође, он је две године старији од свог оца. Поносан је и на своју баку, која у старости пуши траву и не стиди се безобразних речи.
Ускоро ЕшТреј упознаје свог рођака, по надимку Лок Дог. Овај тип је гангстер, у свом личном арсеналу не носи само пиштоље и митраљез, већ и нуклеарну бојеву главу совјетске производње - „за самоодбрану”. ЕшТреј мора да изабере свој даљи пут у животу: може бити „само добар црнац” или постати „опасан црнац”, придруживши се свом рођаку и његовој банди.
Филм нема кохерентну причу и представља скуп минијатура уједињених једном темом са истим ликовима.